# Sieć niwelacyjna
Sieć niwelacyjna – zbiór punktów zaznaczonych w terenie przy wykorzystaniu znaków geodezyjnych (reperów). Wysokości (rzędne) znaków geodezyjnych są wyznaczane pomiarami – najczęściej metodą niwelacji. 
Z siecią niwelacyjną wiąże się pojęcie osnowy wysokościowej, w której wysokości punktów określane są względem poziomu morza. W Polsce obowiązującym układem odniesienia jest państwowy układ wysokościowy Kronsztad.
Sieć niwelacyjna znajduje swoje zastosowanie w celach gospodarczych, do których można zaliczyć m.in. przygotowywanie map i prace budowlane. Wykorzystywana jest także w celach naukowych takich jak: badania kształtu Ziemi czy badania geodynamiczne.
W celu wyrównania sieci niwelacyjnej technicznej wykonujemy następujące czynności:
1. Szkic i opis elementów sieci
2. Wyznaczmy błąd średni podwójnej niwelacji ciągu o długości 1km
3. Układamy macierz wag i ją wyznaczamy
4. Układamy układ poprawek
5. Wyznaczamy 
  - macierz układu równań normalnych
  - wektor wyrazów wolnych układu równań normalnych
  - wysokości reperów
  - poprawki do zmierzonych przewyższeń
  - przewyższenia wyrównane
  - macierz kowariancji wysokości h
  - macierz błędów średnich wyrównanych wartości przewyższeń
  - macierz błędów średnich poprawek
  - błędy średnie wysokości h
  - błędy średnie wyrównanych wartości przewyższeń
  - błędy średnie poprawek
  - obliczenie sumy PCV potrzebnej do wyznaczenia błędu średniego maksymalnego